# ジャマール・ウィルクス
ジャマール・ウィルクス (Jamaal Wilkes) ことジャマール・アブドゥル＝ラティーフ (Jamaal Abdul-Lateef, 1953年5月2日 - ) は、アメリカ合衆国の元プロバスケットボール選手。身長198cm、体重86kg。ポジションはスモールフォワード。NBAのゴールデンステート・ウォリアーズやロサンゼルス・レイカーズで4度のリーグ制覇を経験し、自身も新人王や3度のオールスターに輝いた名選手であった。2012年にバスケットボール殿堂入りを果たしている。
出生名はジャクソン・キース・ウィルクス (Jackson Keith Wilkes) である。1975年にイスラム教に改宗したことに伴い改名した。

## 経歴

### 生い立ちと学生時代
ウィルクスはカリフォルニア州バークレーで生れ、ベンチュラで少年期を過ごした。彼が高校生のとき、父の転勤により一家はサンタバーバラに移った。サンタバーバラ高校に転入したウィルクスは、後にNBA入りするドン・フォードとともにチームを26連勝に導き、カンファレンス年間最優秀選手に選ばれた。
高校卒業後、ウィルクスは当時NCAAトーナメント4連覇中だったUCLAに進学した。UCLAではビル・ウォルトンとともにチームの主力として活躍し、1972年・73年と2年連続で全米制覇を果たしたほか、NCAA史上空前絶後となる公式戦88連勝に大きく貢献した。自身はオールアメリカ1stチームに2度選ばれている。カレッジにおける3年間の成績は平均15.0得点7.4リバウンドであった。また学業でも優秀な成績を修め、経済学の学士号を修得した。2013年にウィルクスの背番号『52』がUCLAの永久欠番に指定されている。

### プロキャリア
大学を卒業したウィルクスは、1974年のNBAドラフトにおいてゴールデンステート・ウォリアーズから全体11位指名を受け入団すると、1年目からチーム2位となる平均14.2得点をあげて新人王を受賞した。ウォリアーズはこの年48勝の成績であったが、絶対的エースのリック・バリーに率いられてプレーオフを勝ち抜き、ファイナルでリーグ首位のワシントン・ブレッツを破る大金星をあげて19年ぶり3度目の優勝を果たした。ウィルクスはプレーオフ平均15.0得点の活躍で優勝に貢献し、1年目にして早くもチャンピオンリングを手に入れた。
ウィルクスはその後2シーズンをウォリアーズでプレーし、2年連続でオールディフェンシブ2ndチームに選ばれた。また1976年には自身初となるオールスター選出を果たしている。1976-77シーズン終了後、ウィルクスはロサンゼルス・レイカーズに移籍した。
レイカーズではカリーム・アブドゥル＝ジャバーらとともにチームの中心を担った。1979-80シーズン、大物新人マジック・ジョンソンを迎えたレイカーズは60勝を記録してファイナルに進出した。ファイナル第6戦では、負傷で欠場したアブドゥル＝ジャバーに代ってマジックが42得点、ウィルクスが37得点の大活躍でレイカーズの優勝を決定づけた。
1980-81シーズン、ウィルクスはキャリアハイとなる平均22.6得点をあげて2度目のオールスターに選ばれた。翌1981-82シーズンも平均21.1得点の好成績を残し、レイカーズはファイナルでフィラデルフィア・76ersを退けて2年ぶりのリーグ制覇を達成した。ウィルクスはチームトップとなるファイナル平均19.7得点を記録して自身3度目の優勝に花を添えた。1982-83シーズンは平均19.6得点で3度目のオールスター選出を果たし、チームは2年連続でファイナルに進んだが76ersに4連敗してシーズンを終えた。
これ以降、ウィルクスの個人成績は徐々に後退していった。1984-85シーズンには先発の座をジェームズ・ウォージーに奪われ、さらに左膝の靭帯断裂で40試合を欠場し、プレーオフも全休した。レイカーズはこのシーズンにファイナルでボストン・セルティックスを破って優勝している。シーズン終了後にレイカーズから解雇されたウィルクスは、リーグ最低年俸でロサンゼルス・クリッパーズと契約した。1985-86シーズン、ウィルクスはクリッパーズで13試合に出場した後現役引退を表明した。
NBAでの成績は、828試合に出場して通算14,644得点5,117リバウンド（平均17.7得点6.2リバウンド）であった。

### 引退後
ウィルクスはNBAを離れた後、20年以上にわたって不動産や金融サービス業に携わる傍ら、モチベーショナル・スピーカーとしても活動した。2003年にはウェルスマネジメントを専門とするジャマール・ウィルクス・ファイナンシャル・アドバイザーズを設立している。またバスケットボールにも関わっており、2000年に発足したばかりのセミプロリーグABAのロサンゼルス・スターズから要請を受け、バスケットボール事業部の副部長に就任した。
2012年、ウィルクスはバスケットボール殿堂入りを果たし、その3ヶ月後に背番号『52』がレイカーズの永久欠番となることが発表された。

## 個人成績
| †    | NBAチャンピオン |
| 太字 | キャリアハイ    |

### レギュラーシーズン
| Season   | Team     | GP  | GS  | MPG  | FG%  | 3P%  | FT%   | RPG | APG | SPG | BPG | PPG  |
| -------- | -------- | --- | --- | ---- | ---- | ---- | ----- | --- | --- | --- | --- | ---- |
| 1974-75† | GSW      | 82  | –   | 30.7 | .442 | –    | .734  | 8.2 | 2.2 | 1.3 | 0.3 | 14.2 |
| 1975-76  | GSW      | 82  | –   | 33.1 | .463 | –    | .772  | 8.8 | 2.0 | 1.2 | 0.4 | 17.8 |
| 1976-77  | GSW      | 76  | –   | 33.9 | .478 | –    | .797  | 7.6 | 2.8 | 1.7 | 0.2 | 17.7 |
| 1977-78  | LAL      | 51  | –   | 29.2 | .440 | –    | .716  | 7.5 | 3.6 | 1.5 | 0.4 | 12.9 |
| 1978-79  | LAL      | 82  | –   | 35.5 | .504 | –    | .751  | 7.4 | 2.8 | 1.6 | 0.3 | 18.6 |
| 1979-80† | LAL      | 82  | –   | 37.9 | .535 | .176 | .808  | 6.4 | 3.0 | 1.6 | 0.3 | 20.0 |
| 1980-81  | LAL      | 81  | –   | 37.4 | .526 | .077 | .758  | 5.4 | 2.9 | 1.5 | 0.4 | 22.6 |
| 1981-82† | LAL      | 82  | 82  | 35.4 | .525 | .000 | .732  | 4.8 | 1.7 | 1.1 | 0.3 | 21.1 |
| 1982-83  | LAL      | 80  | 80  | 31.9 | .530 | .000 | .757  | 4.3 | 2.3 | 0.8 | 0.2 | 19.6 |
| 1983-84  | LAL      | 75  | 74  | 33.4 | .514 | .250 | .743  | 4.5 | 2.9 | 1.0 | 0.5 | 17.3 |
| 1984-85† | LAL      | 42  | 8   | 18.1 | .488 | .000 | .773  | 2.2 | 1.0 | 0.5 | 0.1 | 8.3  |
| 1985-86  | LAC      | 13  | 1   | 15.0 | .400 | .333 | .815  | 2.2 | 1.2 | 0.5 | 0.2 | 5.8  |
| Career   | Career   | 828 | 245 | 32.9 | .499 | .135 | .759  | 6.2 | 2.5 | 1.3 | 0.3 | 17.7 |
| All-Star | All-Star | 3   | 0   | 18.0 | .481 | –    | 1.000 | 4.7 | 2.3 | 1.3 | 0.0 | 11.0 |

### プレーオフ
| Year   | Team   | GP  | GS | MPG  | FG%  | 3P%  | FT%  | RPG | APG | SPG | BPG | PPG  |
| ------ | ------ | --- | -- | ---- | ---- | ---- | ---- | --- | --- | --- | --- | ---- |
| 1975†  | GSW    | 17  | –  | 29.6 | .446 | –    | .702 | 7.0 | 1.6 | 1.5 | 0.8 | 15.0 |
| 1976   | GSW    | 13  | –  | 34.6 | .430 | –    | .778 | 7.9 | 2.2 | 0.9 | 0.6 | 15.9 |
| 1977   | GSW    | 10  | –  | 34.6 | .429 | –    | .821 | 8.0 | 1.6 | 1.6 | 0.6 | 15.5 |
| 1978   | LAL    | 3   | –  | 36.0 | .469 | –    | .545 | 8.7 | 2.7 | 1.0 | 0.3 | 12.0 |
| 1979   | LAL    | 8   | –  | 38.4 | .477 | –    | .676 | 8.5 | 2.0 | 1.9 | 0.3 | 18.4 |
| 1980†  | LAL    | 16  | –  | 40.8 | .476 | .000 | .815 | 8.0 | 3.0 | 1.5 | 0.3 | 20.3 |
| 1981   | LAL    | 3   | –  | 37.7 | .438 | .000 | .667 | 2.7 | 1.3 | 0.3 | 0.3 | 18.0 |
| 1982†  | LAL    | 14  | –  | 38.2 | .502 | .000 | .776 | 5.0 | 2.6 | 1.1 | 0.2 | 20.0 |
| 1983   | LAL    | 15  | –  | 39.3 | .498 | .000 | .614 | 6.0 | 3.4 | 1.3 | 0.7 | 19.9 |
| 1984   | LAL    | 14  | –  | 14.0 | .400 | .000 | .636 | 1.9 | 0.6 | 0.3 | 0.1 | 4.5  |
| Career | Career | 113 | –  | 33.6 | .465 | .000 | .727 | 6.4 | 2.2 | 1.2 | 0.5 | 16.1 |